# Dmitri Maievski
Dmitri Ivanovich Maevski (en ruso: Дмитрий Иванович Маевский, (17 de mayo de 1917, Petrogrado — 23 de julio de 1992, San Petersburgo) - Artista soviético, pintor paisajista, miembro de la Unión de Artistas de Leningrado, uno de los más brillantes representantes de la Escuela de Pintura de Leningrado.